# Ulla Boman
Ulla Britt Boman, född Sirén den 12 maj 1924 i Malmö, död den 20 januari 1975 i Stockholm, var en svensk skulptör och tecknare. 
Ulla Boman var dotter till konsul Bertil Sirén och hans hustru Lilly, född Lindberg. Från 1954 var hon gift med skulptören Birger Boman. Hon utbildade sig 1945–1950 vid Teckningslärarinstitutet på Konstfackskolan i Stockholm. 1951–1954 studerade hon som skulptör på Kungliga Konsthögskolan, där hon bland annat tilldelades ett pris vid tävlingen om en minnestavla över Taraval. Hon bedrev självstudier under en resa till Italien och Frankrike, samt deltog 1955 i en samlingsutställning arrangerad av Skånes konstförening i Malmö.  
Hennes konst består bland annat av figurstudier och reliefer. Ett altarkrucifix av Ulla Sirén-Boman är placerat i Örnäsets kyrka i Luleå. 
Hon är begravd på Skogskyrkogården i Stockholm.